# William Ogilvie (arpenteur)
Pour les articles homonymes, voir William Ogilvie.
William Ogilvie (né le 7 avril 1846 à Ottawa et mort le 13 novembre 1912 à Winnipeg) est un arpenteur du dominion canadien, un explorateur et un Commissaire du Yukon. Il fut membre de la Royal Geographical Society.
Les monts Ogilvie et la rivière Ogilvie ont été nommés d'après lui.

## Source
- (en) Cet article est partiellement ou en totalité issu de l’article de Wikipédia en anglais intitulé « William Ogilvie (surveyor) » (voir la liste des auteurs).